# متسریا
متسریا (به ایتالیایی: Mezzegra) یک منطقهٔ مسکونی در ایتالیا است که در ترمتزینا واقع شده‌ است.

## خصوصیات
متسریا ۳٫۴۱ کیلومترمربع مساحت و ۱٬۰۱۶ نفر جمعیت دارد و ۲۰۶ متر بالاتر از سطح دریا واقع شده‌است.